# Melverley
Melverley est une paroisse civile et un village du Shropshire, en Angleterre.